# 葉梅涅茨湖
55°55′32″N 29°52′44″E / 55.92556°N 29.87889°E
葉梅涅茨湖（俄语：Еменец），是俄羅斯的湖泊，位於該國西北部，由普斯科夫州負責管轄，處於涅韋爾區，面積4.5平方公里，集水區面積134平方公里，平均水深2米，最大水深3.3米。